# Finale de la Coupe des villes de foires 1960-1961
La finale de la Coupe des villes de foires 1960-1961 est la 3e finale de la Coupe des villes de foires. Elle prend la forme d'une double confrontation aller-retour prenant place le 27 septembre et le 11 octobre 1961, respectivement au St Andrew's de Birmingham, en Angleterre, et au Stadio Olimpico de Rome, en Italie.
Elle oppose l'équipe anglaise de Birmingham City aux Italiens de l'AS Rome. Au terme des deux rencontres, les Romains s'imposent sur le score cumulé de 4 à 2 (2-2 à l'aller, 2-0 au retour) et remportent la Coupe des villes de foires pour la première fois.

## Parcours des finalistes
Note : dans les résultats ci-dessous, le score du finaliste est toujours donné en premier (D : domicile ; E : extérieur).
| Birmingham City | Birmingham City | Birmingham City | Birmingham City |                     | AS Rome              | AS Rome | AS Rome   | AS Rome   | AS Rome |
| --------------- | --------------- | --------------- | --------------- | ------------------- | -------------------- | ------- | --------- | --------- | ------- |
| Adversaire      | Total           | Aller           | Retour          | Tour                | Adversaire           | Total   | Aller     | Retour    | Appui   |
| Újpest FC       | 5 - 3           | 3 - 2 (D)       | 2 - 1 (E)       | Huitièmes de finale | Union Saint-Gilloise | 4 - 1   | 0 - 0 (E) | 4 - 1 (D) |         |
| KB Copenhague   | 9 - 4           | 4 - 4 (E)       | 5 - 0 (D)       | Quarts de finale    | Cologne XI           | 6 - 3   | 2 - 0 (E) | 0 - 2 (D) | 4 - 1   |
| Inter Milan     | 4 - 2           | 2 - 1 (E)       | 2 - 1 (D)       | Demi-finales        | Hibernian Édimbourg  | 11 - 5  | 2 - 2 (E) | 3 - 3 (D) | 6 - 0   |

## Matchs

### Match aller
| Titulaires : |                      |  |
|              |                      |  |
| 1            | Johnny Schofield     |  |
| 2            | Brian Farmer         |  |
| 3            | Graham Sissons (en)  |  |
| 4            | Terry Hennessey (en) |  |
| 5            | Winston Foster (en)  |  |
| 6            | Malcolm Beard (en)   |  |
| 7            | Mike Hellawell (en)  |  |
| 8            | Jimmy Bloomfield     |  |
| 9            | Jimmy Harris (en)    |  |
| 10           | Bryan Orritt         |  |
| 11           | Bertie Auld          |  |
|              |                      |  |
| Entraîneur : |                      |  |
| Gil Merrick  |                      |  |

| Titulaires :   |                            |  |
|                |                            |  |
| 1              | Fabio Cudicini             |  |
| 2              | Alfio Fontana              |  |
| 3              | Giulio Corsini (en)        |  |
| 4              | Luigi Giuliano (en)        |  |
| 5              | Giacomo Losi               |  |
| 6              | Sergio Carpanesi (en)      |  |
| 7              | Alberto Orlando            |  |
| 8              | Dino da Costa              |  |
| 9              | Pedro Manfredini           |  |
| 10             | Antonio Valentín Angelillo |  |
| 11             | Giampaolo Menichelli       |  |
|                |                            |  |
| Entraîneur :   |                            |  |
| Luis Carniglia |                            |  |

| Titulaires : |                      |  |
|              |                      |  |
| 1            | Johnny Schofield     |  |
| 2            | Brian Farmer         |  |
| 3            | Graham Sissons (en)  |  |
| 4            | Terry Hennessey (en) |  |
| 5            | Winston Foster (en)  |  |
| 6            | Malcolm Beard (en)   |  |
| 7            | Mike Hellawell (en)  |  |
| 8            | Jimmy Bloomfield     |  |
| 9            | Jimmy Harris (en)    |  |
| 10           | Bryan Orritt         |  |
| 11           | Bertie Auld          |  |
|              |                      |  |
| Entraîneur : |                      |  |
| Gil Merrick  |                      |  |

| Titulaires :   |                            |  |
|                |                            |  |
| 1              | Fabio Cudicini             |  |
| 2              | Alfio Fontana              |  |
| 3              | Giulio Corsini (en)        |  |
| 4              | Luigi Giuliano (en)        |  |
| 5              | Giacomo Losi               |  |
| 6              | Sergio Carpanesi (en)      |  |
| 7              | Alberto Orlando            |  |
| 8              | Dino da Costa              |  |
| 9              | Pedro Manfredini           |  |
| 10             | Antonio Valentín Angelillo |  |
| 11             | Giampaolo Menichelli       |  |
|                |                            |  |
| Entraîneur :   |                            |  |
| Luis Carniglia |                            |  |

### Match retour
| Titulaires :   |                            |  |
|                |                            |  |
| 1              | Fabio Cudicini             |  |
| 2              | Alfio Fontana              |  |
| 3              | Giulio Corsini (en)        |  |
| 4              | Paolo Pestrin (en)         |  |
| 5              | Giacomo Losi               |  |
| 6              | Sergio Carpanesi (en)      |  |
| 7              | Alberto Orlando            |  |
| 8              | Francisco Lojacono (en)    |  |
| 9              | Pedro Manfredini           |  |
| 10             | Antonio Valentín Angelillo |  |
| 11             | Giampaolo Menichelli       |  |
|                |                            |  |
| Entraîneur :   |                            |  |
| Luis Carniglia |                            |  |

| Titulaires : |                      |  |
|              |                      |  |
| 1            | Johnny Schofield     |  |
| 2            | Brian Farmer         |  |
| 3            | Graham Sissons (en)  |  |
| 4            | Terry Hennessey (en) |  |
| 5            | Trevor Smith         |  |
| 6            | Malcolm Beard (en)   |  |
| 7            | Mike Hellawell (en)  |  |
| 8            | Jimmy Bloomfield     |  |
| 9            | Jimmy Harris (en)    |  |
| 10           | Peter Murphy         |  |
| 11           | Jimmy Singer (en)    |  |
|              |                      |  |
| Entraîneur : |                      |  |
| Gil Merrick  |                      |  |

| Titulaires :   |                            |  |
|                |                            |  |
| 1              | Fabio Cudicini             |  |
| 2              | Alfio Fontana              |  |
| 3              | Giulio Corsini (en)        |  |
| 4              | Paolo Pestrin (en)         |  |
| 5              | Giacomo Losi               |  |
| 6              | Sergio Carpanesi (en)      |  |
| 7              | Alberto Orlando            |  |
| 8              | Francisco Lojacono (en)    |  |
| 9              | Pedro Manfredini           |  |
| 10             | Antonio Valentín Angelillo |  |
| 11             | Giampaolo Menichelli       |  |
|                |                            |  |
| Entraîneur :   |                            |  |
| Luis Carniglia |                            |  |

| Titulaires : |                      |  |
|              |                      |  |
| 1            | Johnny Schofield     |  |
| 2            | Brian Farmer         |  |
| 3            | Graham Sissons (en)  |  |
| 4            | Terry Hennessey (en) |  |
| 5            | Trevor Smith         |  |
| 6            | Malcolm Beard (en)   |  |
| 7            | Mike Hellawell (en)  |  |
| 8            | Jimmy Bloomfield     |  |
| 9            | Jimmy Harris (en)    |  |
| 10           | Peter Murphy         |  |
| 11           | Jimmy Singer (en)    |  |
|              |                      |  |
| Entraîneur : |                      |  |
| Gil Merrick  |                      |  |